# Donat
Donat je moško osebno ime.

## Izvor imena
Ime Donat izhaja iz latinskega imena Donatus, to pa iz latinskega deležnika donatus v pomenu »od boga darovan, božji dar«.

## Različice imena
- moške različice imena: Don, Donato, Done, Donče, Dončo, Donko
- ženske različice imena: Dona, Donata, Donatela, Donija, Donika, Donja

## Tujejezikovne različice imena
- pri Francozih: Donat
- pri Italijanih, Špancih: Donato
- pri Nemcih: Donatus

## Pogostost imena
Po podatkih Statističnega urada Republike Slovenije je bilo na dan 31. decembra 2007 v Sloveniji število moških oseb z imenom Donat: 11.

## Osebni praznik
V koledarju je ime Donat zapisano 7. avgusta (Donat, škof in mučenec, † 7. avg. 362).

## Priimki nastali iz imena
Iz imena Donat so nastali priimki: Donat, Donat, Donko

## Zanimivosti
- Po kartaginskem škofu Donatu se imenujejo donatísti, pripadniki starokrščanske cerkvene ločine iz severne Afrike, ki so v 4. stoletju zahtevali moralno strogost in cerkveno disciplino, ter v cerkvenih bojih posegli tudi po nasilju.

- V Sloveniji je ena cerkev sv. Donata, (postavljena v letih 1720 - 1730), ki stoji na južnem pobočju Donačke gore.

- Druga cerkev posvečena mučeniku svetemu Donatu je v Piranu, zgrajena je bila na pobudo družine Del Senno, ki je v Piran prišla v 13. stoletju.

- Naselje pod Donačko goro v bližini Rogatca se prav tako imenuje Donačka Gora.